# Pierre Daher
Chakib Pierre Daher (* 10. červenec 1960 Koleia) je maďarský lékař a politik libanonského původu. V sedmém volebním cyklu 2010 až 2014 byl poslancem Zemského shromáždění za stranu Fidesz. Od roku 2008 je ředitelem nemocnice v Edelény, od roku 2012 byl také ředitelem-lékařem nemocnice města Kazincbarcika. Provozuje i soukromou lékařskou praxi v obci Szendrőlád.

## Původ a studia
Pierre Daher se narodil roku 1960 do křesťanské rodiny v Libanonu v blízkosti izraelských hranic. Svá studia započal v Bejrútu, kde studoval stavební inženýrství, ale v roce 1981 odešel do Bruselu, kde se stal studentem medicíny. Kvůli finančním problémům se roku 1982 přestěhoval do Budapešti, kde již studovali a působili jeho starší bratr Ziad (gynekolog) a mladší bratr Paul (dentista). V roce 1989 absolvoval studium medicíny na Semmelweisově univerzitě, a od té doby pracoval na chirurgii nemocnice v Miskolci. Roku 1996 si otevřel soukromou ordinaci v obci Szendrőlád. V roce 2000 získal státní občanství Maďarské republiky.

## Politická kariéra
V komunálních volbách 2002 získal mandát zastupitele města Edelény, a stal se náměstkem pro sociální, zdravotní a menšinové otázky. V komunálních volbách 2006 byl opětovně zvolen. Od roku 2008 je ředitelem nemocnice Koch Róbert Kórház és Rendelőintézet v Edelény.
V parlamentních volbách 2010 kandidoval za Fidesz v jednomandátovém obvodu Edelény, jelikož předchozího stranického kandidáta Oszkára Molnára ze strany vyloučili kvůli jeho extrémním výrokům. Molnár přesto kandidoval jako nezávislý. Na základě výsledků prvního kola postoupili do druhého kola: 1. Pierre Daher, Fidesz (8162 hlasů, 36,54 %), 2. Oszkár Molnár, nestraník (5393 hlasů, 24,14 %), 3. Árpád Miklós, Jobbik (4273 hlasů, 19,13 %). Strana Jobbik ale před druhým kolem svého kandidáta Árpáda Miklóse stáhla, aby tak podpořila nezávislého Oszkára Molnára, proti Pierrovi. Do druhého kola tak na třetím místě postoupil Nándor Gúr (MSZP), který se původně umístil čtvrtý. Ve druhém kole, které se konalo 25. dubna 2010, občané při volební účasti 54,33 % zvolili poslancem Oszkára Molnára se ziskem 8142 hlasů, 42,31 %, druhý Daher získal 7779 hlasů, 40,42 %.
Pierre Daher přesto získal v červnu 2010 mandát poslance a stal se členem zdravotnického výboru. Nastoupil jako náhradník (župní kandidátka Borsod-Abaúj-Zeplén) na uvolněný mandát po Ildikó Pelczné Gáll (Fidesz), která tehdy získala jako náhradnice mandát poslankyně Evropského parlamentu po zvoleném Pálu Schmittovi (Fidesz), který odstoupil, jelikož byl tehdy zvolen prezidentem Maďarska.
Kompetence Drahera ve funkci poslance byly v parlamentu diskutovány zejména poslanci z frakce Jobbiku.
Od 1. září 2012 byl ředitelem-lékařem nemocnic měst Edelény a Kazincbarcika současně.
V listopadu 2013 jej Maďarská lékařská komora (Magyar Orvosi Kamara, MOK) etická komise župy Borsod-Abaúj-Zemplén pokárala a pokutovala za to, že zveřejnil osobní zdravotní data jednoho z politických protivníků.
V parlamentních volbách 2014 již nekandidoval. O rok později bylo místní sdružení Fidesz-MPSZ v Edelény rozpuštěno kvůli vnitřním konfliktům.

## Soukromý život
Od roku 1988 je ženatý s Libanonkou. Mají tři děti, s rodinou žijí v Miskolci, ale mají také stavení poblíž Edelény. Starší syn studuje medicínu, mladší syn je členem maďarské zápasnické reprezentace.